# 梅塔欽 (新澤西州)
梅塔欽（英語：Metuchen）是位於美國新澤西州米德爾塞克斯縣的自治市鎮。

## 人口
根據2020年美國人口普查的數據，梅塔欽的面積為7.36平方千米，當中陸地面積為7.35平方千米，而水域面積為0.01平方千米。當地共有人口15049人，而人口密度為每平方千米2,045人。